# My Way (album de M. Pokora)
Pour les articles homonymes, voir My Way (homonymie).
Albums de M. Pokora
RED
(2015) My Way Tour Live
(2017)
Singles
1. Cette année-là
Sortie : 26 août 2016
2. Belinda
Sortie : 10 octobre 2016
3. Comme d'habitude
Sortie : 8 décembre 2016
4. Alexandrie, Alexandra
Sortie : 16 février 2017
5. Toi et le soleil
Sortie : 2 juin 2017

My Way, paru en 2016, est le septième album studio du chanteur français M. Pokora.

## Description
Sorti le vendredi 21 octobre 2016,, My Way fait suite à l'album RED (2015).
Après avoir revisité quelques chansons de Jean-Jacques Goldman en 2011, M. Pokora rend hommage à Claude François en revisitant ses plus grands succès avec l'accord enthousiaste des fils de Claude François, qui se sont investis dans la production du disque.
Le chanteur ne se contente pas de reprendre les chansons de Claude François, avec de nouvelles orchestrations au goût du jour, à l'image de Cette année-là, dans un registre funky inédit, mais il réinterprète également ses chorégraphies. Dans son clip Belinda, c'est Tina Kunakey qui joue à ses côtés.
Dans un numéro hors-série exceptionnel de Podium, le magazine créé et dirigé par Claude François, M. Pokora confie : « Claude François n’était pas un artiste que j’écoutais. Mais je le connaissais, comme tout le monde (...) Je me suis vraiment rendu compte que nous avions plein de points communs, beaucoup de similitudes dans nos démarches artistiques. »,,.

## Liste des titres
| No  | Titre                                | Auteur                                                                          | Producteur(s)    | Durée |
| --- | ------------------------------------ | ------------------------------------------------------------------------------- | ---------------- | ----- |
| 1.  | Cette année-là                       | Judy Parker et Bob Gaudio                                                       | Dax et Joe Rafaa | 3:39  |
| 2.  | Alexandrie, Alexandra                | Étienne Roda-Gil, Jean-Pierre Bourtayre et Claude François                      | Dax              | 3:37  |
| 3.  | Je vais à Rio                        | Adrienne Anderson et Peter Allen                                                | Dax              | 3:20  |
| 4.  | Belinda                              | Eddy Marnay et Des Parton                                                       | Dax et Joe Rafaa | 3:04  |
| 5.  | Belles ! Belles !                    | Claude François, Vline Buggy et Phil Everly                                     | Dax              | 2:48  |
| 6.  | C'est la même chanson                | Brian Holland, Edward Holland, Jr., Lamont Dozier                               | Dax              | 3:09  |
| 7.  | Soudain il ne reste qu'une chanson   | Phil Hurt, Thomas Bell                                                          | Dax              | 3:19  |
| 8.  | Toi et le Soleil                     | Johnny Nash                                                                     | Dax et Joe Rafaa | 3:51  |
| 9.  | 17 ans                               | Janis Ian                                                                       | Dax et Joe Rafaa | 3:55  |
| 10. | Magnolias for Ever                   | Étienne Roda-Gil, Jean-Pierre Bourtayre et Claude François                      | Dax              | 4:39  |
| 11. | Comme d'habitude                     | Claude François, Gilles Thibaut et Jacques Revaux                               | Dax              | 4:21  |
| 12. | Alexandrie Alexandra (version disco) | Étienne Roda-Gil, Jean-Pierre Bourtayre et Claude François                      | Dax et Joe Rafaa | 4:14  |
| 13. | Reste                                | Bob Gaudio, Peggy Farina                                                        | Dax              | 3:06  |
| 14. | Même si tu revenais                  | Bernard Kesslair, Jacques Chaumelle, Vline Buggy, Lyricist                      | Dax              | 2:38  |
| 15. | J'attendrai                          | Herbert Dozier Lamont, Brian Holland, Edward Holland, Jr., Vline Buggy, Adapter | Dax              | 2:58  |
| 16. | My Way                               | Gilles Thibaut, Paul Anka, Claude François, Jacques Revaux                      | Dax              | 3:44  |

## Classements et certification

### Classements
| Classement (2016)            | Meilleure position |
| ---------------------------- | ------------------ |
| Belgique (Flandre Ultratop)  | 107                |
| Belgique (Wallonie Ultratop) | 1                  |
| France (SNEP)                | 1                  |
| Suisse (Schweizer Hitparade) | 7                  |

### Certifications
| Région        | Certification | Ventes/Streams |
| ------------- | ------------- | -------------- |
| France (SNEP) | Diamant       | 600 000*       |